# 奥古斯特·埃斯科菲耶
喬治·奥古斯特·埃斯科菲耶（法語：Georges Auguste Escoffier，發音：[ʒɔʁʒ oɡyst ɛskɔfje]；1846年10月28日-1935年2月12日）是法國著名的餐館經營者與美食作家。他是法國烹飪史上的一位傳奇人物。他的烹飪法主要來自法國名廚马里-安托万·卡雷姆，但加以簡化與現代化。法國媒體將他稱作“廚師之神、西餐之父”（Roi des cuisiniers）。
烹飪技術貢獻外，奧古斯特·埃斯科菲耶對廚師地位的提升也做出了巨大貢獻，使其成為一種更受人尊敬的職業。他最著名的學生之一為日本宮内省的主廚長秋山德藏。
他的《烹飪指南》至今仍是廚藝界之經典，依舊被當做教材使用。他構思的菜譜、技術和廚房管理法不僅在法國，在國際上都有著深遠影響。

## 相關連結
- 马里-安托万·卡雷姆

## 擴展閱讀
- Kelby, N. M. White Truffles in Winter (2011) ISBN 978-0-393-07999-9
- Chastonay, Adalbert. Cesar Ritz: Life and Work (1997) ISBN 3-907816-60-9.
- Escoffier, Georges-Auguste. Memories of My Life (1997) ISBN 0-442-02396-0.
- Shaw, Timothy. The World of Escoffier. (1994) ISBN 0-86565-956-7.
- Patrick Rambourg, Histoire de la cuisine et de la gastronomie françaises, Paris, Ed. Perrin (coll. tempus n° 359), 2010, 381 pages. ISBN 978-2-262-03318-7